# Sentimental Journey (álbum)
Sentimental Journey é o álbum de estreia do músico e ex-baterista dos Beatles Ringo Starr, lançado em março de 1970, pouco antes do fim oficial da banda em abril.

## História
A ideia para um álbum solo veio pela primeira vez do resto dos Beatles, que disseram que Starr deveria fazer um disco solo, apesar de suas habilidades mínimas de composição, e mais tarde de sua mãe Elsie Starkey e padrasto Harry durante um dia na sua casa em Liverpool. Sua mãe lhe disse que ele tinha bons vocais. O plano era criar um álbum que refletisse as canções favoritas de sua mãe, até pedindo a ela e a outros membros de sua família que escolhessem as faixas. Starr contratou os serviços do produtor dos Beatles, George Martin, para liderar sua estreia solo, logo após o lançamento de Abbey Road dos Beatles (1969).

Eu me perguntava, o que devo fazer com a minha vida agora que (a banda) acabou? Fui criado com todas essas canções, sabe, minha família costumava cantá-las, minha mãe e meu pai, minhas tias e tios. Foram minhas primeiras influências musicais. Então fui ver George Martin e disse: "Vamos fazer um álbum de canções populares e, para torná-lo interessante, teremos todos os arranjos feitos por pessoas diferentes".— Ringo Starr